# Горожанка (железнодорожный разъезд, Брянская область)
Горожа́нка — железнодорожный разъезд в Суземском районе Брянской области. Входит в состав Суземского городского поселения.

## География
Железнодорожный разъезд находится в юго-восточной части Брянской области, у железнодорожной линии Суземка — Середина Буда, на расстоянии приблизительно 18 км (по прямой) к юго-западу от посёлка Суземка, административного центра района.

### Часовой пояс
Железнодорожный разъезд Горожанка, как и вся Брянская область, находится в часовой зоне МСК (московское время). Смещение применяемого времени относительно UTC составляет +3:00.

## История
На карте 1941 года железнодорожный разъезд был отмечен как Горожанский.

## Население
| 2010 | 2013 |
| ---- | ---- |
| 1    | ↘0   |

### Национальный состав
Согласно результатам переписи 2002 года, в национальной структуре населения русские составляли 80 % из 5 чел.